# Đại học công nghệ Delft
Đại học Công nghệ Delft, (tiếng Anh: Delft University of Technology, tiếng Hà Lan: Technische Universiteit Delft, gọi tắt là TUDelft) là trường đại học kỹ thuật lớn nhất và nổi tiếng nhất ở Hà Lan. TUDelft cũng là một trong những trường đại học kỹ thuật danh tiếng hàng đầu châu Âu. Với 8 khoa và nhiều viện nghiên cứu khác, TUDelft là nơi học tập, làm việc của hơn 16000 sinh viên và hơn 2600 nhà khoa học.

## Lịch sử
Trường do nhà vua Willem II thành lập năm 1842 tại thành phố Delft, ban đầu với tên gọi Học viện Hoàng gia. Sau đó trường đã đổi tên một vài lần. Năm 1864 trường có tên gọi Trường Bách khoa Kỹ thuật. Năm 1905 đổi tên thành Viện công nghệ; và từ năm 1986 đến nay thì có tên gọi như hiện tại.
TUDelft là thành viên của một số hiệp hội các trường đại học như IDEA League, CESAER, UNITECH, và 3TU.

## Tổ chức
Trường TUDelft có 8 khoa:
- Kiến trúc
- Kỹ thuật dân dụng và Khoa học trái đất
- Kỹ thuật điện, toán và Khoa học máy tính
- Kỹ thuật thiết kế công nghiệp
- Kỹ thuật hàng không
- Công nghệ, chính sách và quản lý
- Khoa học ứng dụng
- Kỹ thuật cơ khí, hàng hải và vật liệu

Năm 2007, trường đang đào tạo 14.299 sinh viên và 1749 học viên cao học và nghiên cứu sinh.

## Tham khảo và liên kết ngoài

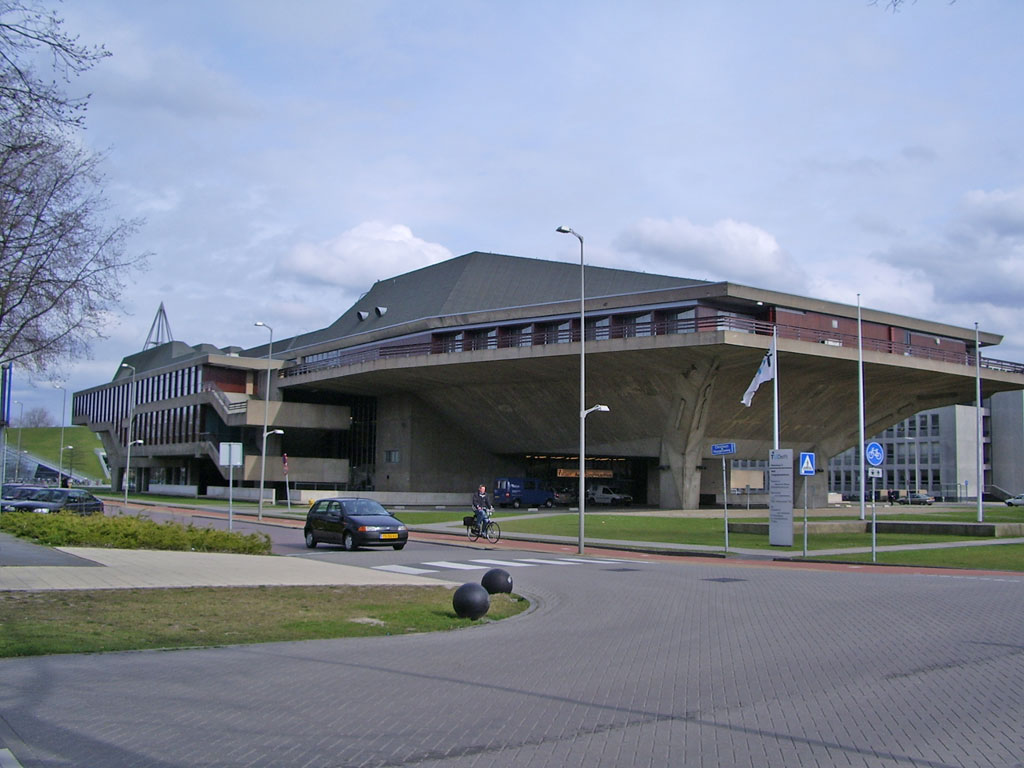
Auditorium of Delft University of Technology.

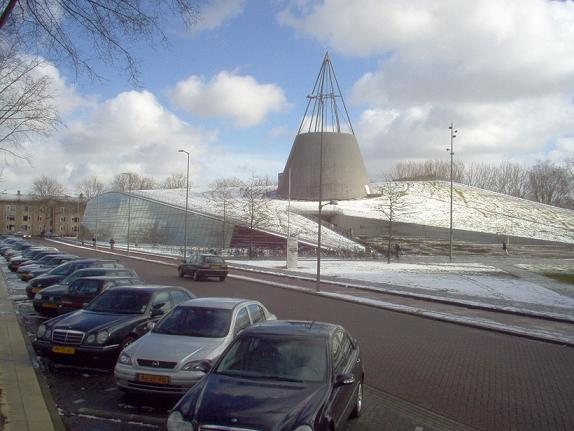
The snow-covered grass roof of the library.

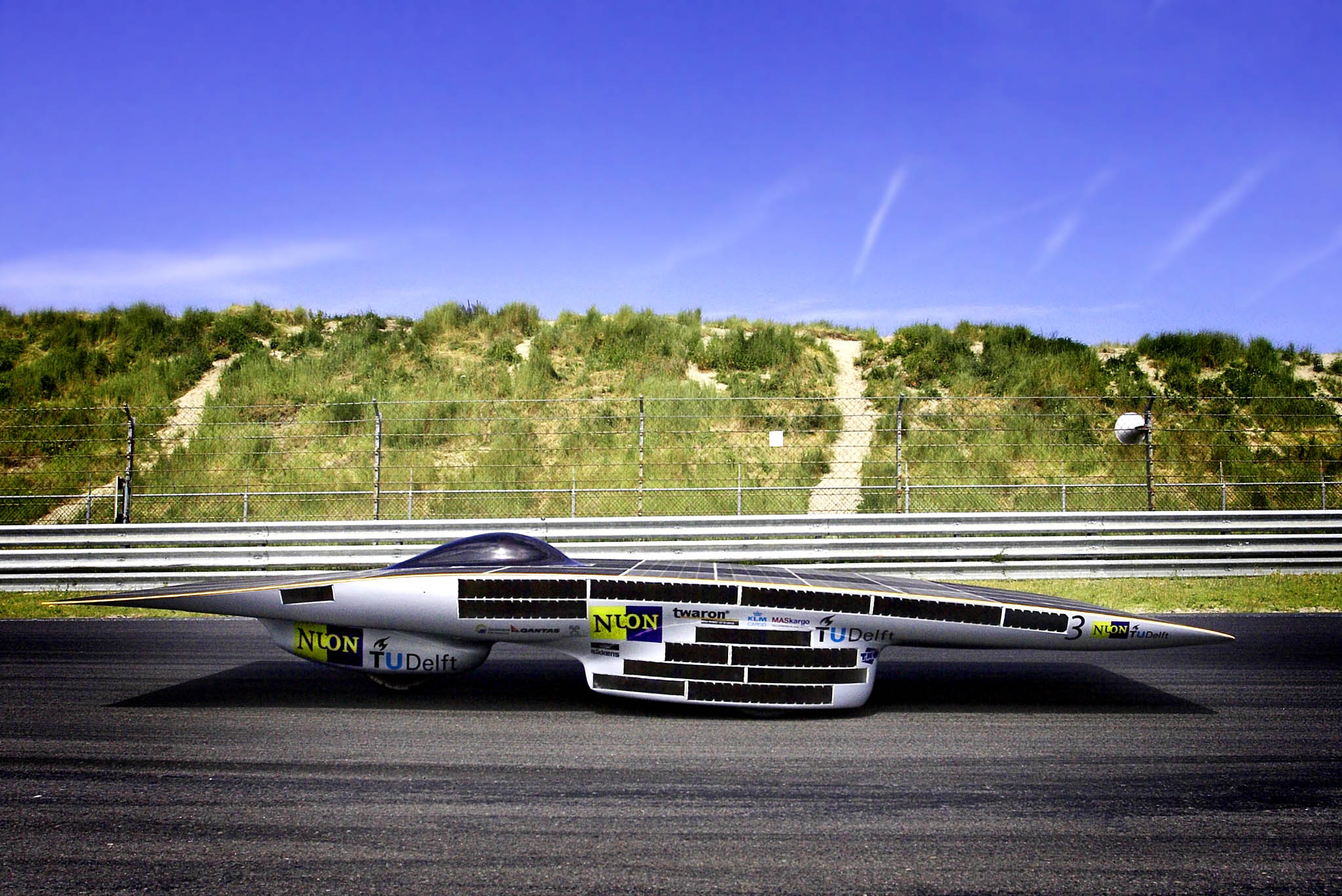
Nuna 3 of the defending champion, and 4-time victors, Nuna team